# Trieces argutus
Trieces argutus là một loài tò vò trong họ Ichneumonidae.